# 艾迪斯托海滩 (南卡罗来纳州)
艾迪斯托海滩（英文：Edisto Beach），是美国南卡罗来纳州下属的一座城市。城市类型是“Town”。其面积大约为5.46平方英里（14.14平方公里）。根据2010年美国人口普查，该市有人口414人，人口密度约为每平方 英里75.85人（约合每平方公里29.29人）。